# Deströyer 666
Deströyer 666 — метал-группа из Австралии, сочетающая в своей музыке элементы блэк-метала и трэш-метала.

## История
Группа основана в 1994 году участником групп Corpse Molestation и Bestial Warlust К. К. Ворслутом. Позже к группе присоединились басист Фил «Bullet Eater» Гресик и ударник Мэтт Сандерс. В этом составе годом позже группа записала свой дебютный мини-альбом Violence Is the Prince of This World, сделавший группу известной в андерграунд-кругах. После записи мини-альбома группу покидает Мэтт Сандерс.
Позже к группе присоединились гитарист Иэн «Sharpnel» Грэй и Марк «Coz» Ховайтзер и в этом составе в 1997 группа записала свой первый студийный альбом Unchain the Wolves. Годом позже Ховайтзер покидает группу и на его место встаёт Джарро «Deceiver» Рафаэль.
В 2000 году группа выпускает свой второй альбом Phoenix Rising, сразу после записи которого Bullet Eater покидает группу. Его заменяет Саймон «Berserker» Тарнер и в поддержку альбома группа впервые проводит первое европейское турне с такими группами, как Immolation, Decapitated и Deranged. После тура группу покидает Deceiver и на его место встаёт Шэйн Раут (также известный как участник группы Abyssic Hate), но сам недолго пробыв, уходит в этом же году. Его заменяет немецкий ударник Крис Меннинг.
В начале 2002 года группа отправляется с продюсером Терье Рефснесом (известный также по работе с Enslaved, Carpathian Forest, Gehenna, Storm) во Францию в Sound Suite Studio для записи своего третьего полноформатного альбома. Альбом Cold Steel… for an Iron Age выходит в июне 2002 года на лейбле Season of Mist. Годом позже Саймон Тарнер покидает группу. Через год на его замену приходит Мэтт Рэйзор. В этом же году группа издаёт второй мини-альбом …of Wolves, Women & War, а годом позже выходит третий мини-альбом под названием Terror Abraxas.
Следующий альбом под названием Defiance выходит 15 июня, 2009 года. В его поддержку группа отправляется в тур по США вместе с Enthroned и в европейский тур с Watain. В 2011 году был запланирован тур с немецкой метал-группой Destruction, но из-за некоторых обстоятельств группа вылетела из тура.
Летом 2012 года группа объявляет об уходе гитариста Иэна Грея, покинувшего группу по личным обстоятельствам. Так же группу покидает ударник Крис Меннинг. Их заменяют британский гитарист Роланд. С. и шведский ударник Перра Карлссон.
В 2014 году группу покидает Мэтт Рэйзор и на его место встаёт бас-гитарист Фелип Плаза. Через год группа отправляется в Германию в студию Underworld Studiosin Solingen для записи своего пятого студийного альбома.
Альбом Wildfire вышел 26 января 2016 года на лейбле Season of Mist.

## Состав

### Настоящий состав
- Keith aka K.K. Warslut — вокал, гитара, бас
- Roland. C. — гитара, вокал
- Felipe Plaza — бас
- Perra Karlsson — ударные

### Бывшие участники

#### Гитара
- Ian «Shrapnel» Gray — (1996—2012)

#### Бас
- Bullet Eater (Phil Gresik) — (1996—2000) (также вокал)
- Ryan Marauder (концертные выступления)
- Simon Berserker — (2000—2003) (также вокал)
- Beast of Bladel (Rob Reijnders)
- Matt Razor — (2004—2014)

#### Ударные
- Deceiver (Jarro) (1998—2000)
- Ballistic 'Coz' Howitzer (1996—1998)
- Matt 'Skitz' Sanders (1995)
- Chris Volcano (Chris Broadway) (1995)
- Shane Rout (2000)
- Eric De Windt (2000—2001)
- Luke O’Mara

## Дискография
- 1994 — Six Songs With the Devil (демо)
- 1995 — Violence Is the Prince of This World (мини-альбом)
- 1997 — Unchain the Wolves
- 1998 — Satanic Speed Metal (сингл)
- 2000 — King of Kings/Lord of the Wild (сингл)
- 2000 — Phoenix Rising
- 2002 — Cold Steel… for an Iron Age
- 2002 — …of Wolves, Women & War (мини-альбом)
- 2003 — Terror Abraxas (мини-альбом)
- 2009 — Defiance[2][3][4][5][6][7]
- 2010 — To the Devil His Due (компиляция)
- 2010 — See You in Hell (сингл)
- 2016 — Wildfire[8][9][10][11]
- 2018 — Call of the Wild (мини-альбом)[12][13][14]
- 2022 — Guillotine (мини-альбом)
- 2022 — Never Surrender
- 2023 — Bitter Scorn (мини-альбом)